# 56-os főút
56-os főút (ötvenhatos főút, ungarisch für ‚Hauptstraße 56‘) ist eine ungarische Hauptstraße. Sie bildet einen Teil der Europastraße 73. Die Straße zweigt nördlich von Szekszárd von der ungarischen 6-os főút ab und führt über Bátaszék und Mohács teilweise am Westufer der Donau zur ungarisch-kroatischen Grenze, die sie bei Udvar erreicht. Hier geht sie in die kroatische Državna cesta D7 über. Ihre Gesamtlänge beträgt 61 Kilometer.